# Edmund Wieliński
Edmund Wieliński vel Weisberg, ps. Edbar (ur. 27 grudnia 1878 w Pomorzanach, zm. w 1940 w Charkowie) – polski działacz niepodległościowy i socjalistyczny, publicysta, wiceprezydent Łodzi, kapitan piechoty pospolitego ruszenia Wojska Polskiego, doktor prawa, ofiara zbrodni katyńskiej.

## Życiorys
Syn Hermana i Berty z domu Reitzenbein urodzony 27 grudnia 1878 w Pomorzanach, w ówczesnym powiecie złoczowskim Królestwa Galicji i Lodomerii. W okresie studiów był nauczycielem Lewisa Namiera.
W latach 1902–1903, a także 1914–1918 służył w austriackiej armii. Od 1919 pełni służbę w Wojsku Polskim w 1 pułku strzelców podhalańskich. 19 sierpnia 1920 został zatwierdzony z dniem 1 kwietnia 1920 w stopniu kapitana, w piechocie, w grupie oficerów byłej armii austro-węgierskiej. Pełnił wówczas służbę w Powiatowej Komendzie Uzupełnień Nowy Sącz. 25 października 1921 został zdemobilizowany i przydzielony w rezerwie do 25 pułku piechoty w Piotrkowie. Później został przeniesiony do 18 pułku piechoty w Skierniewicach.
W latach 1924–1926 był redaktorem naczelnym „Łodzianina”. W latach 1925–1928 był członkiem Rady Naczelnej PPS, z której to 24 listopada 1927 wraz ze Stanisławem Rapalskim został wybrany wiceprezydentem Łodzi oraz przewodniczącym Wydziału Finansowego. W 1926 był członkiem Zarządu Kasy Chorych w Łodzi. W 1928 wstąpił do PPS–Frakcji Rewolucyjnej – występując z PPS, sformułował partii szereg zarzutów w publikacji „Łotry, łajdaki, szuje i mordercy”. W 1933 przeniesiono go do pospolitego ruszenia, do kadry oficerskiej Okręgu Korpusu nr I. W służbie osiągnął stopień kapitana piechoty. Należał do Związku Rezerwistów RP. Był dyrektorem Okręgowego Związku Kas Chorych. Po przeprowadzce z Łodzi do Warszawy zamieszkał przy ul. Puławskiej 18a m. 27.
W nieznanych okolicznościach, po agresji ZSRR na Polskę (17 września 1939), dostał się do niewoli sowieckiej i został osadzony w obozie w Starobielsku. Wiosną 1940 został zamordowany przez funkcjonariuszy NKWD w Charkowie i pogrzebany potajemnie w bezimiennej mogile zbiorowej w Piatichatkach, gdzie od 17 czerwca 2000 mieści się oficjalnie Cmentarz Ofiar Totalitaryzmu w Charkowie. Figuruje na tzw. liście Gajdideja (poz. 384).
5 października 2007 roku minister obrony narodowej Aleksander Szczygło mianował go pośmiertnie na stopień majora. Awans został ogłoszony 9 listopada 2007 roku w Warszawie, w trakcie uroczystości „Katyń Pamiętamy – Uczcijmy Pamięć Bohaterów”.

## Odznaczenia
- Złoty Krzyż Zasługi[10]
- Medal Niepodległości – 27 czerwca 1938 „za pracę w dziele odzyskania niepodległości”[24][5][25]
- Medal Pamiątkowy za Wojnę 1918–1921[10]
- Odznaka 28 Pułku Strzelców Kaniowskich (1928)[26]

## Publikacje
- „Dziś i Jutro Socjalizmu” (1929)[27]
- „Łotry, łajdaki, szuje i mordercy” (1932)[18]
- Publikował również w czasopiśmie PPS „Promień”[28]